# Khương Đình
Khương Đình là một phường thuộc thành phố Hà Nội, Việt Nam.

## Địa lý
Phường Khương Đình có vị trí địa lý:
- Phía Đông tiếp giáp phường Phương Liệt, Định Công (ranh giới đi theo đường giao thông quy hoạch và ranh giới phường cũ)
- Phía Tây tiếp giáp phường Thanh Liệt, Thanh Xuân (ranh giới đi theo đường Nguyễn Trãi - đường Nguyễn Xiển)
- Phía Nam tiếp giáp phường Thanh Liệt, Định Công (ranh giới đi theo đường Nguyễn Xiển)
- Phía Bắc tiếp giáp các phường Đống Đa, Kim Liên (ranh giới đi theo đường Nguyễn Trãi - đường Trường Chinh - đường Vương Thừa Vũ)

Phường Khương Đình có diện tích 3,12 km², dân số năm 2024 là 93.780 người, mật độ dân số đạt 30.057 người/km².

## Lịch sử
Ngày 22 tháng 11 năm 1996, Chính phủ ban hành Nghị định số 74-CP về việc:
- Thành lập quận Thanh Xuân thuộc thành phố Hà Nội.
- Thành lập phường Khương Đình thuộc quận Thanh Xuân trên cơ sở 138,9 ha diện tích tự nhiên và 5.929 nhân khẩu của xã Khương Đình thuộc huyện Thanh Trì.
- Thành lập phường Hạ Đình thuộc quận Thanh Xuân trên cơ sở phần còn lại 58,6 ha diện tích tự nhiên và 4.245 nhân khẩu của xã Khương Đình thuộc huyện Thanh Trì.

Tính đến ngày 31/12/2024, phường Khương Đình có diện tích 1,31 km² và quy mô dân số là 25.400 người.
Ngày 16 tháng 6 năm 2025, Quốc hội Việt Nam quyết định sắp xếp một phần diện tích tự nhiên, quy mô dân số của các phường Hạ Đình, Khương Đình, Khương Trung, một phần diện tích tự nhiên của phường Đại Kim và xã Tân Triều, phần còn lại của phường Thanh Xuân Trung và phường Thượng Đình sau khi sắp xếp theo quy định tại khoản 22 Điều này thành phường mới có tên gọi là phường Khương Đình.

## Giao thông
- Phố Bùi Xương Trạch
- Phố Hạ Đình
- Phố Hoàng Đạo Thành
- Phố Hoàng Văn Thái
- Đường Khương Đình
- Phố Khương Hạ
- Phố Khương Trung
- Đường Nguyễn Trãi
- Đường Nguyễn Xiển
- Phố Thượng Đình
- Phố Tô Vĩnh Diện
- Đường Trường Chinh
- Phố Vương Thừa Vũ
- Phố Vũ Tông Phan